# 나무클라우드
나무클라우드(NamuCloud)는 SaaS(Software as a Service) 서비스를 제공하는 웹사이트로, 2013년 처음으로 서비스를 시작하였다. 언어는 한국어, 영어를 지원한다.
현재 서비스는 namucloud myPC(개인서버용) 서비스중에 있으며 클라우드 서비스에 접속할 수 있도록 PC, 웹 및 모바일을 통해 접속할 수 있는 프로그램이 준비되어 있다.

## 역사
2013년 국내 클라우드 사이트인 나무클라우드를 개설하였다. 2017년 2월 말 무료 서비스가 종료되고 같은 해 3월 말 유료 서비스가 종료되고 LG U+와 함께 그룹 클라우드 서비스 팀박스로 이전하게 된다. private personal pc cloud service인 namucloud mypc 서비스로 다시 시작했다.

## 특징
namucloud myPC
내 PC에 직접 설치해 사용하는 클라우드 스토리지 
- 윈도우OS 가 설치된 모든 기기에 설치가능.
- USB 와 동일하게 문서 직접수정.
- 문서 수정을 위해 업 다운로드가 필요없다.
- 정보 유출에 대해 걱정할 필요가 없다.
- 공유 문제로 외부에 파일 업로드가 필요없다.
- 자신의 PC에 장착되어 있는 고용량 하드를 사용.
- 스마트폰 애플리케이션 사용 가능. (현재 iOS, 안드로이드 사용 가능)
- 복잡한 서버 셋팅과 전문 서버지식 없이 윈도우가 설치된 기기에 사용자가 쉽게 클라우드 서버를 설치할 수 있다.
- 저렴함 만이 장점 같다.

단점
namucloud myPC
- 유료 프로그램임에도 불구하고 고용량 폴더 업로드가 불가능하거나 불안정하다.
- 쉽게 설치 할 수 있는 반면 앱과 클라이언트 및 서버프로그램의 안정화가 매우 미흡하다.
- 윈10에서 지원하는 긴파일 이름이나 경로 지원이 되지 않는다.
- WOL등의 기능이 전혀 없다.
- 요즘같은 고용량 파일시장에 1테라 넘는 파일을 못올리는 문제에 대한 자각이 부족하다.